# Heminothrus punctatus
Heminothrus punctatus är en kvalsterart som först beskrevs av Ludwig Carl Christian Koch 1879.  Heminothrus punctatus ingår i släktet Heminothrus och familjen Camisiidae. Arten är reproducerande i Sverige. Inga underarter finns listade i Catalogue of Life.